# Brattåsmasten

Brattåsmasten är en 330 meter hög radio- och TV-mast uppförd 1978 belägen strax söder om Östersund vid Norra Svartsjön i Jämtland. Masten drivs och underhålls av statliga Teracom.
Masten är en av fyra lika höga master:
- Ängemasten i Krokom
- Klockarhöjdenmasten i Filipstads kommun
- Överkalixmasten i Överkalix